# Palamida
Palamida ili njivska palamida (lat. Cirsium arvense) je vrsta biljke iz porodice glavočika. Prvobitno je nastanjivala prostore Evrope i severne Azije, odakle se raširila svuda po svetu.

## Opis biljke
Palamida je višegodišnja biljka visoka 30 do 160 centimetara. Ima vrlo jak korenov sistem sa pupoljcima, iz kojih se razvijaju nadzemni izdanci. Razmnožava se vegetativno (izdancima) i generativno (semenom). Na jedan kvadratni metar može se naći preko 500 korenovih pupoljaka, koji mogu dati nove biljke. Stablo je uspravno i razgranato, počinje rasti rano u proleće. Za kratko vreme može se razviti i osemeniti. Listovi su naizmenični, razdeljeni, imaju bodlje.
Cvetovi su skupljeni u glavičaste cvasti ružičaste boje. Dvodoma je biljka. Cveta leti i u jesen. Daje do 40000 semenki, (prosečno 4 do 5 hiljada) klijavosti i preko 6 godina. Semenke se rasprostiru vetrom (anemohorno). Klijaju sa vrlo male dubine, u jesen. Sveže seme dobro klija.

## Značaj
Palamida je vrlo čest, žilav i štetan korov. Raste na oranicama, u vinogradima, voćnjacima i na livadama, a takođe i na nepoljoprivrednim terenima. Jak je kompetitor. Može se javiti masovno, kad guši useve. Raste na dubokim, humidnim i plodnim zemljištima. Nitrofilna je biljka.
Mlade biljke stoka jede, dok su stare grube i bodljikave, pa izazivaju mehaničke povrede, naročito na ustima stoke. Ova biljka je domaćin za neke gljivične bolesti, insekte i nematode.

## Galerija
- Cvast palamide
- Seme palamide

## Literatura
- Šarić, Taib: Atlas korova, Svjetlost, Sarajevo, 1991.
- Komljenović, Ilija: Atlas korova, Poljoprivredni fakultet Banja Luka, 2007.